# Storozhynets
Storozhynets (em ucraniano:   Сторожинець; em romeno:   Storojineț) é uma cidade da Ucrânia, situada no Oblast de Chernivtsi. Tem 58 km² de área e sua população em 2020 foi estimada em 14.175 habitantes.